# Lucas Da Silva (athlétisme)
Pour les articles homonymes, voir Lucas Da Silva et Silva.
Lucas Da Silva, né le 15 juillet 1999 au Brésil, est un athlète belgo-portugais, spécialisé dans la course de fond et de cross-country. Il a remporté un titre national belge.

## Biographie
En cross-country, Lucas Da Silva a participé aux championnats d'Europe trois fois consécutives entre 2017 et 2019. Deux fois avec les U20, avec un meilleur résultat de 27e en 2018 et une fois avec les U23.
Da Silva est devenu champion de Belgique pour la première fois sur 10 000 m en 2021.
Lucas Da Silva est affilié au FC Liège.

## Championnats de Belgique

### Extérieur
| Distance |      |
| -------- | ---- |
| 10 000 m | 2017 |

## Records personnels

### Piste
| Distance | Performance    | Date            | Endroit    |
| -------- | -------------- | --------------- | ---------- |
| 3 000 m  | 8 min 16 s 05  | 11 juillet 2021 | Lokeren    |
| 5 000 m  | 14 min 58 s 21 | 30 mai 2019     | Nivelles   |
| 10 000 m | 29 min 38 s 50 | 12 juin 2021    | Gentbrugge |

## Palmarès

### 10 000 m
- 2021 :  BK AC à Gentbrugge – 29 min 38 s 50

### 10 km
- 2022 :  Parelloop (nl) - 29 min 23 s

### Cross
- 2017 : 73e Championnat d'Europe U20 à Samorin
- 2018 : 27e Championnat d'Europe U20 à Tilburg
- 2019 : 59e Championnat d'Europe U23 à Lisbonne

### Semi-marathon
- 2021 :  Semi-marathon de Nice - 1:06.37
- 2022 :  Route du Vin - 1:04.27